# Boxer
Boxer és una escultura de l'artista i activista social Keith Haring, ubicada a la cruïlla entre Eichhornstraße i la Potsdamer Platz, davant del Grand Hyatt Hotel a Berlín, Alemanya. L'estàtua ocupa aquest lloc des del 1998, després de ser adquirida el 1996 i passar a formar part de la Daimler Art Collection, una sèrie d'obres en llocs públics, que inclouen Riding Bikes de Robert Rauschenberg, Balloon Flower de Jeff Koons, Prinz Friedrich Arthur von Homburg de Frank Stella i Galileo de Mark di Suvero, 
Keith Haring va rebre la influència de dos principals focus. D'una banda els herois del pop art dels anys 60: Roy Lichtenstein, Robert Rauschenberg i sobretot Andy Warhol, amb qui va tenir una bona amistat des de 1983 en endavant; i d'altra banda l'obra escultòrica de Alexander Calder i Jean Tinguely.
Les formes arrodonides i els colors cridaners transformen, juntament amb les siluetes còmiques i els forats de les figures, la suposada agressivitat dels boxejadors en una abraçada gairebé eròtica sense cap indici d'agressió.